# 盧基·費利文
盧基·費利文 （英語：Luke Freeman，1992年3月22日—）出生於英格蘭肯特郡達特福德，是一名足球員，司職翼鋒或前鋒，出身基寧咸青訓系統，曾效力英超球會盧頓。

## 生平

### 球會
費利文起初擔任前鋒，小童時期在貝克斯利（Bexley）參加地區球隊白橡樹流浪者（White Oak Wanderers），其後更代表格雷夫舍姆（Gravesham）及獲查爾頓羅致，但在他11歲時被查爾頓放棄而轉投基寧咸。費利文在2007年11月10日首次代表一隊在英格蘭足總盃對戰班列特，於完場前80分鐘後補入替蘇捷，時年僅15歲另233日，這次處子登場建立兩項紀錄：同時成為基寧咸歷來最年輕的一隊上陣球員及歷來在足總盃最年輕的參賽球員。11月13日基寧咸在英格蘭聯賽錦標4-0大勝杜根咸，費利文後補上陣踢了16分鐘。11月24日聯賽主場對哈特普爾，費利文又在82分鐘後補上陣，成為基寧咸歷來在聯賽上陣最年輕的球員。
費利文的表現吸引一些英超球會的注目，2008年1月30日阿仙奴擊退韋斯咸及紐卡素，據報付出20萬英鎊羅致費利文，簽署兩年學童/獎學金計畫（schoolboy/scholar scheme），成為阿仙奴青訓系統中的一員，費利文更被領隊温格稱為「明日之星」（one for the future）。費利文在阿仙奴U18青年隊上陣15場及射入7球，更曾1次在預備隊後補上場，於2009年4月8日年滿17歲的費利文簽署首份職業合約。
2010年7月1日費利文獲外借到英甲球會伊奧維直至12月31日，期間上陣14場及射入兩球，於11月26日提前返回母會。
2011年11月17日費利文再被借用到另一支英甲球隊史提芬納治，為期至翌年1月8日，並可以延長，期間上陣9場聯賽及盃賽，射入1球。於借用期滿後，史提芬納治隨即於2012年1月10日正式羅致費利文，轉會費沒有透露，簽約至2014年。

### 國家隊
2008年3月5日費利文首次入選英格蘭U16備戰在法國舉行的蒙太古邀請賽（Montaigu Tournament），3月19日處子登場對日本U16，於下半場63分鐘射入一球協助球隊3-1旗開得勝；次場1-0勝德國U16，費利文後補上陣；分組賽最後一場0-1負於美國U16，費利文同樣後補上陣，英格蘭U16雖然與德國U16同分，但以較佳對賽成績晉級決賽對東道主法國U16；3月24日費利文在決賽復任正選，雙方踢成0-0終場，互射十二碼英格蘭U16以5-4獲勝奪冠。
費利文獲選加入英格蘭U17到西班牙特內里費參加2009年歐洲U-17足球錦標賽第一階段預選賽，2008年10月22日首場被亞美尼亞U17悶和0-0；10月24日英格蘭U17以7-0大勝愛沙尼亞U17，費利文於下半場被換出前射入一球；最後一場1-1賽和主辦國西班牙U17，費利文只在後備席沒有被派上陣，英格蘭U17以小組次名晉級第二階段預選賽。2009年費利文隨英格蘭U17到葡萄牙參加阿爾加維足球邀請賽（Algarve Tournament），2月21日首戰0-2負於東道主葡萄牙U21；次場亦以相同比數負於法國U17，兩場比賽費利文均任正選，同於下半場被替換出場；2月24日最後一場才以4-0大勝以色列挽回一點面子，費利文續任正選並踢足全場，更射入「埋齋」的第四球。費利文原本沒有入選在匈牙利舉行的第二階段預選賽，但阿仙奴隊友韋舒亞因傷退隊而獲補選，2009年3月25日首戰葡萄牙U17，費利文下半場58分鐘接應保斯托傳球射入，小勝1-0奪得寶貴3分兼報卻早前兩敗之辱；3月27日次場比賽對塞爾維亞U17，費利文先拔頭籌協助球隊2-1獲勝；3月20日最後一場2-0擊敗東道主匈牙利U17，費利文下半場後段才後補上陣。3戰3勝的英格蘭U17順利晉級在德國舉行的決賽週，被編與荷蘭、土耳其及主辦國德國同組。費利文入選決賽週18人大軍名單，5月6日首戰1-1賽和荷蘭U17，費利文正選上陣；但次場0-4遭東道主德國U17重挫，費利文沒有獲派出場；5月12日分組賽最後一場對土耳其U17，費利文復任正選，賽前尚有一絲希望晉級準決賽，但英格蘭U17卻以0-1敗陣，不單無緣出線，更在小組墊底而失落年底舉行的世少盃參賽資格。

## 榮譽
阿仙奴
- 英格蘭足球青年超級聯賽冠軍：2008-09、2009-10
- 英格蘭足總青年盃冠軍：2008-09

## 外部連結
- 足球数据库：盧基·費利文的球员统计数据
- 阿仙奴官網：盧基·費利文簡歷 （页面存档备份，存于）
- 基寧咸官網：盧基·費利文簡歷